# James Patrick Mullins
 (septembre 2018).
Si vous disposez d'ouvrages ou d'articles de référence ou si vous connaissez des sites web de qualité traitant du thème abordé ici, merci de compléter l'article en donnant les références utiles à sa vérifiabilité et en les liant à la section « Notes et références ».
Pour les articles homonymes, voir Mullins.
James Patrick Mullins (5 janvier 1874-26 novembre 1965) fut un agent d'assurance et homme politique fédéral et municipal du Québec.

## Biographie
Né à Saint-Mathias dans la région de la Montérégie, il entama sa carrière politique en devenant maire de la municipalité de Bromptonville, localité aujourd'hui fusionnée à la ville de Sherbrooke. Élu député du Parti libéral du Canada dans la circonscription fédérale de Richmond—Wolfe en 1935, il fut réélu en 1940 et en 1945. Il ne se représenta pas en 1949.